# Гондванатерії
Гондванатерії (Gondwanatheria) — вимерла група ссавців, що існувала у південній півкулі з кінця крейдового періоду по міоцен. Вони відомі з ізольованих зубів, декількох нижніх щелеп, двох часткових черепів, одного повного черепа, скелета Adalatherium.

## Систематика
Спочатку гондванатеріїв розглядали як ранніх неповнозубих. Згодом їх віднесли до багатогорбкозубих. Згідно з дослідженнями 2018 і 2020 року, гондванатерії розглядаються не як багатогорбкозубі, а як сестринська їм група.

### Класифікація
†Gondwanatheria McKenna 1971 [Gondwanatheroidea Krause & Bonaparte 1993]
- ?†Allostaffia[9]
- Родина †Adalatheriidae Krause et. al, 2020
  - Adalatherium Krause et. al, 2020
- Родина †Groeberiidae Patterson, 1952
  - †Groeberia minoprioi Ryan Patterson, 1952
  - †Groeberia pattersoni G. G. Simpson, 1970
- Родина †Ferugliotheriidae Bonaparte 1986
  - †Ferugliotherium windhauseni Bonaparte, 1986a
  - †Magallanodon baikashkenke Goin et al., 2020
  - †Trapalcotherium matuastensis Rougier et al. 2008
- Родина †Sudamericidae Scillato-Yané & Pascual 1984 [Gondwanatheridae Bonaparte 1986]
  - †Greniodon sylvanicum Goin et al. 2012
  - †Vintana sertichi Krause et al. 2014
  - †Dakshina jederi Wilson, Das Sarama & Anantharaman 2007
  - †Gondwanatherium patagonicum Bonaparte 1986
  - †Sudamerica ameghinoi Scillato-Yané & Pascual 1984
  - †Lavanify miolaka Krause et al. 1997
  - †Bharattherium bonapartei Prasad et al. 2007
  - †Patagonia peregrina Pascual & Carlini 1987
  - †Galulatherium O'Connor et al. 2019